# La Sanjurjada
Se conoce como la Sanjurjada al fallido golpe de Estado que se produjo el 10 de agosto de 1932 contra la Segunda República Española. Liderado desde Sevilla por el general José Sanjurjo, solo tomó parte en el mismo una fracción del Ejército español, lo que supuso su fracaso desde prácticamente el comienzo. Constituyó el primer levantamiento de las Fuerzas Armadas contra la República desde su instauración en 1931, y su fracaso convenció erróneamente a muchos políticos y militares republicanos de que el peligro de las conspiraciones había pasado y la aceptación de la República era definitiva.

## Antecedentes

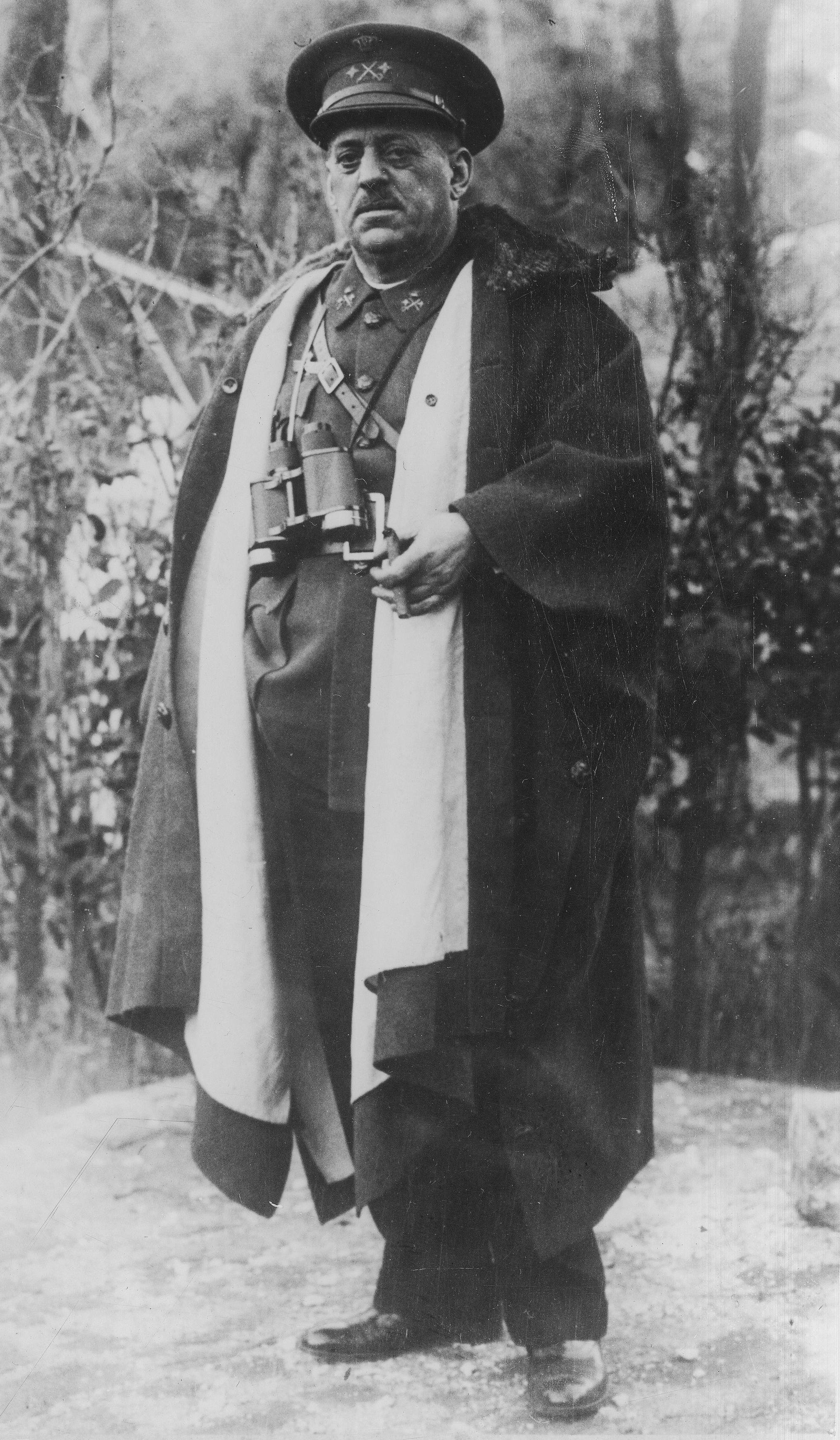
El general José Sanjurjo hacia 1930.

Las derechas monárquicas empezaron a conspirar contra la República desde su proclamación el 14 de abril de 1931, «día aciago para España», según José Yanguas Messía, exministro de la Dictadura de Primo de Rivera, porque ese día se «consumó la gran traición a España, decretada por las logias masónicas y por el Kremlin de Moscú», con el objetivo de destruirla «en su cuerpo y en su espíritu, entregándola a las fuerzas disgregadoras y corrosivas del separatismo político y el comunismo marxista». De hecho la primera reunión conspirativa de los monárquicos tuvo lugar el mismo día 14 de abril en casa del conde de Guadalhorce, Rafael Benjumea y Burín, exministro primorriverista, a la que asistieron los también exministros primorriveristas Yanguas Messía y José Calvo Sotelo, aunque la presencia de este último no está confirmada ―al poco tiempo se exilió en Portugal―. Tampoco está confirmada la presencia de Ramiro de Maeztu o de José Antonio Primo de Rivera. En la reunión se habló de la creación de un partido monárquico cuyo fin sería derrocar a la República recién proclamada y también se discutió del «nervio de la guerra»: las finanzas.
El primer embrión del partido monárquico sería el Círculo Monárquico Independiente fundado por Juan Ignacio Luca de Tena, director y propietario del diario ABC, periódico que estaba desarrollando una campaña a favor de una monarquía autoritaria y antidemocrática. Previamente Luca de Tena había viajado a Londres el 5 de mayo para consultar con el exrey Alfonso XIII la formación de un comité electoral monárquico y también para informarle de las primeras reuniones conspirativas. Unos días antes había nacido Acción Nacional que agruparía tanto a monárquicos como a «accidentalistas» que anteponían la defensa del catolicismo a la cuestión de la forma de gobierno.
Por esas mismas fechas de principios de mayo tuvo lugar una nueva reunión de los monárquicos en el palacio propiedad del marqués de Quintanar a la que por primera vez asistieron militares (los generales Luis Orgaz y Miguel Ponte y el comandante Heli Rolando de Tella). También asistieron el periodista Juan Pujol, director del diario filofascista Informaciones y hombre de confianza del financiero Juan March, y otros notables monárquicos como el conde de Vallellano, Julio Danvila Rivera y Santiago Fuentes Pila.
Tras la quema de conventos de los días 10-13 de mayo más civiles y militares se sumaron a la conspiración como el general José Cavalcanti, el coronel José Enrique Varela o el oficial del Cuerpo Jurídico-Militar Eugenio Vegas Latapié. También se incorporó el marqués de Villores, jefe de la Comunión Tradicionalista —que falleció al año siguiente siendo sustituido por el conde de Rodezno—. Fue entonces cuando «la subversión monárquica comenzó en serio» al nacer «la primera trama complotista, conectada directamente con el pronunciamiento del 10 de agosto de 1932». En poco tiempo consiguieron recaudar más de un millón y medio de pesetas.
Para la justificación ideológica de lo que se proponían hacer los monárquicos fundaron meses más tarde, por iniciativa de Vegas Latapié, la revista ‘’Acción Española’’, respaldada por una sociedad cultural del mismo nombre, que tomó como modelo l’Action Française. Su principal ideólogo fue Ramiro de Maeztu. El intelectual José Pemartín reconoció en plena guerra civil española que el propósito de la revista fue crear «la atmósfera favorable para la acción decisiva». Un papel semejante lo desempeñó el periódico subvencionado por los monárquicos La Correspondencia Militar, que aglutinó a todos los militares descontentos y en cuyas páginas se defendió que el Ejército era «el eje férreo que sostiene el cuerpo de la nación» o «el último baluarte de una sociedad que se resquebraja», además de adular con frecuencia al general Sanjurjo, entonces director general de la Guardia Civil.
Los monárquicos alfonsinos buscaron la colaboración con los carlistas quienes también se estaban preparando para derribar la República ―la primera reunión conspirativa carlista había tenido lugar el 14 de junio en Leiza donde se habían reunido los integrantes del Comité de Acción creado en París el año anterior por el pretendiente don Jaime; pocos días después se decidía la reorganización del Requeté para convertirlo en una fuerza insurreccional y se acrecentaba el activismo violento de la Agrupación Escolar Tradicionalista (ATE)―. Alcanzaron un primer acuerdo el 12 de septiembre con el “pacto de Territet”  (por el nombre de la localidad suiza donde se firmó), según el cual ambas dinastías borbónicas colaborarían en la destrucción de la República y dejarían que unas futuras Cortes constituyentes eligieran al nuevo rey. El 2 de octubre falleció don Jaime siendo nombrado como sucesor su tío Alfonso Carlos de Borbón, quien se entrevistó con el exrey Alfonso XIII al mes siguiente. En enero de 1932 Alfonso XIII reconocía a su «amado tío» don Alfonso Carlos como «jefe de la familia» y aceptaba «aquellos principios fundamentales que en nuestro régimen tradicional se han exigido a todos los Reyes con anteposición de los derechos personales». Alfonso XIII aprovechó la ocasión para afirmar que la República estaba «inspirada y patrocinada por el comunismo, la masonería y el judaísmo».
En cuanto a los contactos con la Italia fascista, aunque hubo uno en septiembre de 1931 ―el cónsul italiano en Sevilla informó a su gobierno de que españoles «dignos de toda confianza» le habían revelado que se estaba fraguando un movimiento militar antirrepublicano―, el primero relevante tuvo lugar en febrero de 1932 cuando el general monárquico Emilio Barrera, que desde finales de 1931 había asumido como teniente general más antiguo la presidencia de una junta militar golpista, se entrevistó con el embajador italiano en Madrid, el conde Ercole Durini Di Monza. A este, el general Barrera le comunicó que el movimiento militar antirrepublicano estaba muy avanzado y que su propósito era llevar al poder a hombres que se opusieran al «bolchevismo».

## La conspiración
Los monárquicos alfonsinos, entre los que se incluían los militares que habían participado activamente en la Dictadura de Primo de Rivera, como los generales José Cavalcanti, Luis Orgaz Yoldi, Miguel Ponte y Emilio Barrera, buscaron el apoyo de la Italia fascista para su conspiración antirrepublicana. El 24 de febrero de 1932 el general Barrera se entrevistó con el embajador italiano en Madrid Ercole Durini di Monza al que comunicó que su objetivo era llevar al gobierno a hombres que «se opongan al bolchevismo y restauren el orden», señalando como posibles cabezas de ese gobierno al general Manuel Goded, entonces jefe del Estado Mayor del Ejército, y al general Sanjurjo, muy molesto con el gobierno republicano-socialista de Manuel Azaña porque veinte días antes le había destituido como director general de la Guardia Civil, recibiendo como «compensación» la Dirección General de Carabineros, un cargo con mucha menor entidad. De hecho Sanjurjo había entrado en contacto con Alejandro Lerroux, principal líder opositor al gobierno de Azaña, y en una entrevista concedida a un periódico francés el 9 de abril amenazó con intervenir ―«restableceremos rápidamente el orden y asumiremos todas nuestras responsabilidades»― «si el giro a la izquierda lleva a España a la anarquía». «Ningún gobierno revolucionario se establecerá en Madrid», afirmó.
Según Eduardo González Calleja, la trama civil principal del golpe la constituyeron los políticos liberales antidinásticos «constitucionalistas» encabezados por Manuel de Burgos y Mazo y Melquiades Álvarez que tras su fracaso en las elecciones constituyentes de junio habían ingresado en el Partido Republicano Radical de Lerroux con el objetivo de alcanzar una República «de orden» que acabara con la «dictadura republicana» de Azaña. Así pues, lo que pretendían era derribar al gobierno republicano-socialista y disolver las Cortes Constituyentes para poner fin a las reformas, pero no acabar con la República, en una especie de reedición del Golpe de Estado de Pavía de enero de 1874 en el que el papel del general Serrano lo desempeñaría el general Sanjurjo, con el que habían contactado, además de con otros destacados militares, muchos de ellos «africanistas» y opuestos a la «torpe e insensata» reforma militar de Azaña. Por su parte Alejandro Lerroux, que no participaba directamente en la conspiración, se entrevistó en varias ocasiones con Sanjurjo en las que hablaron de un posible pronunciamiento militar. En la última, que tuvo lugar a principios de julio, Sanjurjo le pidió a Lerroux «que salvara a España oponiéndose al desgarrón de la unidad nacional en Cataluña con el Estatuto». Sin embargo, «no parece que el político radical se implicara más allá de ser el eventual beneficiario político de la conjura», afirma Eduardo González Calleja.
La otra trama civil de la conspiración sí era netamente antirrepublicana pues estaba protagonizada por los monárquicos, tanto alfonsinos como carlistas, que habían constituido un comité o junta del alzamiento presidida por el general Barrera y a la que en julio se incorporó el general Sanjurjo, que estaba realizando un juego a dos bandas entre las dos tramas. Este comité impulsó una campaña de propaganda subversiva en el Ejército a través del teniente coronel Valentín Galarza y del periódico La Correspondencia Militar ―en julio la publicación sería suspendida por el gobierno― y logró reunir un fondo de 300.000 pesetas recaudado entre los monárquicos exiliados en Francia como Juan de la Cierva y Peñafiel, José Calvo Sotelo, Santiago Fuentes Pila, Eduardo Aunós, José Félix de Lequerica o el conde de Vallellano. El 7 de agosto los monárquicos del exilio y del interior, incluido el líder de Acción Popular José María Gil Robles ―que finalmente se mantendría a la expectativa―, se reunieron en Biarritz. Meses antes, en abril de 1932, el comité había enviado a Roma al aviador monárquico Juan Antonio Ansaldo para que recabara el apoyo de la Italia fascista a la conspiración. Allí Ansaldo se entrevistó con el ministro del Aire Italo Balbo, quien le prometió el envío a España, vía Gibraltar, de 200 ametralladoras y munición.
Dada la heterogeneidad del grupo conspirador parece que se llegó al acuerdo de que tras el triunfo del golpe y la instauración de una dictadura militar provisional encabezada por el general Sanjurjo se convocarían a medio plazo unas nuevas Cortes Constituyentes ―o se realizaría un plebiscito― que serían las que decidirían la forma de gobierno, si monarquía o república, y en caso de monarquía quién detentaría la Corona si el exrey Alfonso XIII o el pretendiente carlista Alfonso Carlos de Borbón. El plan de acción se decidió en la casa del conde de los Moriles en el Paseo de la Castellana de Madrid: el general Sanjurjo se sublevaría en Sevilla, apoyado por el general García de la Herrán; el general Manuel González Carrasco en Granada; el general Miguel Ponte en Valladolid, con el apoyo de las JONS de Onésimo Redondo; el coronel José Enrique Varela en Cádiz y el general Barrera en Pamplona con el apoyo de 6.000 requetés a las órdenes del coronel retirado Eugenio Sanz de Lerín. En Madrid los generales Cavalcanti y Goded serían los que encabezarían la sublevación cuyo objetivo fundamental sería ocupar el Palacio de Comunicaciones y el Ministerio de la Guerra, donde detendrían o eliminarían a Azaña, y desde allí ordenarían el avance de las columnas del Norte (Pamplona y Valladolid) y del Sur (Sevilla, Granada y Cádiz) hacia Madrid.
El día 8 de agosto se reunieron un grupo de conspiradores encabezados por los generales Sanjurjo y Barrera en una finca propiedad del duque del Infantado en las afueras de Madrid donde se acordó iniciar la sublevación dos días después, a pesar de que en los días anteriores la policía había descubierto los planes de los conspiradores y había detenido a varios de los implicados. Azaña y el director general de Seguridad, Arturo Menéndez, conocían hasta la hora en que la sublevación iba a comenzar en Madrid (las 4 de la madrugada). Según Gabriel Jackson, «los conspiradores habían contado igualmente con que el general Franco se sublevaría en La Coruña; pero éste decidió unos días antes no sumarse, pues no creía que el pronunciamiento tuviera éxito». Por otro lado, a pesar de lo que se había previsto en un principio, finalmente la Comunión Tradicionalista no se adhirió a la sublevación.

## Desarrollo

### Madrid
En Madrid el golpe constituyó un fracaso desde el principio: el Presidente del Consejo de Ministros, Manuel Azaña, y su gobierno ya conocían el plan. Para desactivar la intentona golpista, Azaña contó con la colaboración del jefe de su gabinete militar, el teniente coronel Hernández Saravia, y del director general de Seguridad, el militar Arturo Menéndez López.
A las 3.30 horas de la madrugada del 10 de agosto se sublevó la única unidad militar realmente comprometida: un escuadrón del Establecimiento Central de la Remonta de Caballería situado en Tetuán de las Victorias que estaba al mando del capitán Manuel Fernández Silvestre e integrado por 69 soldados y tres oficiales. Se les unieron unos cien paisanos, en su mayoría militares retirados y algunos militantes monárquicos. Se dirigieron por el Paseo de la Castellana al Palacio de Comunicaciones y al Ministerio de la Guerra, situados en la Plaza de Cibeles, pero no pudieron tomarlos por la intervención de cuatro compañías de guardias de asalto bajo el mando del director general de Seguridad Arturo Menéndez. Hubo diez muertos y ocho heridos entre los sublevados y cinco heridos entre las fuerzas gubernamentales. A continuación fueron detenidos los generales Goded, Cavalcanti y Fernández Pérez junto con otros jefes y oficiales. Los intentos de sublevar el Regimiento de Infantería n.º 31 con sede en el Cuartel de la Montaña y un escuadrón del 3.er Regimiento de la Primera Brigada de la División de Caballería acantonada en Alcalá de Henares fracasaron, por lo que el movimiento sedicioso en la capital fue sofocado en apenas tres horas. El publicista franquista Joaquín Arrarás escribió nada más acabada la guerra civil española que Azaña había contemplado los combates desde el balcón del edificio del Ministerio de la Guerra.

### Sevilla

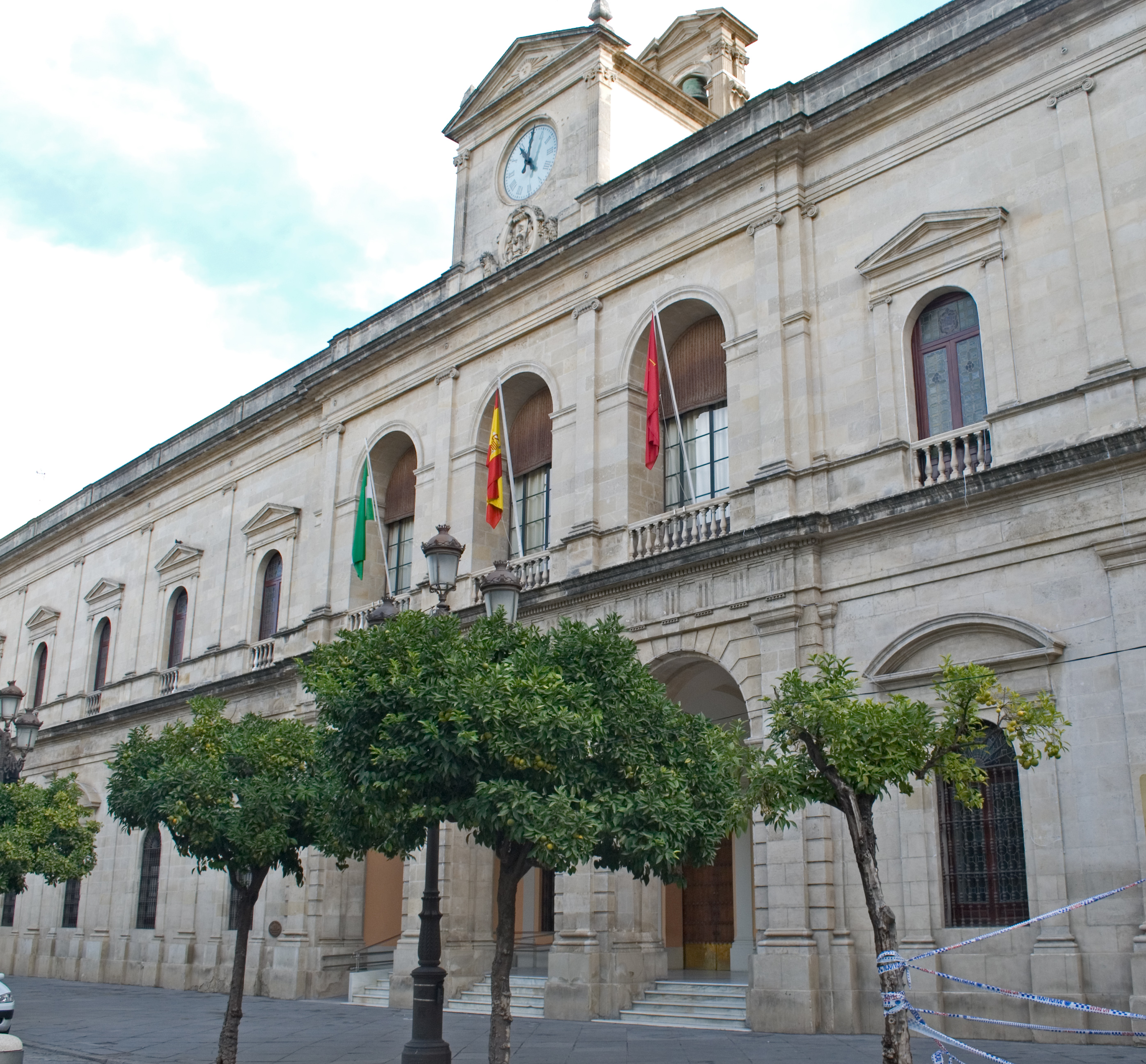
Fachada de la Plaza Nueva del Ayuntamiento de Sevilla frente a la que el general Sanjurjo proclamó el estado de guerra el 10 de agosto de 1932.

El jefe del golpe había escogido Sevilla y no Madrid tratando de emular al general Miguel Primo de Rivera que en septiembre de 1923 había proclamado su golpe de Estado en Barcelona, la ciudad más conflictiva de España en aquel momento, como en 1932 lo era Sevilla, la «ciudad roja» por antonomasia. Allí Sanjurjo podría empezar su plan de «restablecimiento del orden» a escala nacional.
Sanjurjo, acompañado de un ayudante y de su hijo, el capitán Justo Sanjurjo, había salido de Madrid en automóvil a las seis de la tarde del 9 de agosto llegando a Sevilla hacia las tres de la madrugada del día 10. Estableció su cuartel general en la casa del marqués de Esquivel, donde se le unieron el general Miguel García de la Herrán y unos veinte jefes y oficiales adictos. Poco después se sublevó logrando un éxito inicial. Sanjurjo consiguió sublevar a una compañía de la Guardia Civil acuartelada en la Plaza de España y García de la Herrán a un batallón de Ingenieros en un edificio próximo. Con esas fuerzas se formó una columna que se dirigió a la Plaza Nueva para proclamar frente al Ayuntamiento y al Gobierno Civil el estado de guerra en todo el territorio de la Segunda División Orgánica. Además Sanjurjo ordenó detener al gobernador civil, al alcalde de Sevilla y a varios concejales, y nombró como comandante militar de la plaza al general García de la Herrán y al coronel retirado carlista Cristóbal González de Aguilar, marqués de Sauceda, nuevo gobernador civil —quien enseguida ordenó a la Guardia Civil que disolviera los ayuntamientos de la provincia—. El bando de guerra que hizo público Sanjurjo rezaba:

Queda declarado el estado de guerra en toda la región andaluza, con las consecuencias que dicho estado lleva consigo. Como Capitán General de Andalucía, asumo el mando concentrado en mi autoridad de todos los poderes. Así como Dios me permitió llevar al Ejército español a la Victoria en los campos africanos, ahorrando el derramamiento de sangre moza, confío en que también hoy me será permitido, con mi actitud, llevar la tranquilidad a muchos hogares humildes, y la paz a todos los Espíritus.
¡Viva España Única e inmortal!

El bando de guerra fue acompañado de un manifiesto redactado al parecer por el periodista Juan Pujol, director del periódico Informaciones propiedad del financiero antirepublicano Juan March, aunque, según uno de sus ayudantes, fue el propio general Sanjurjo quien lo redactó. Quien fuera el redactor del manifiesto no tuvo inconveniente en copiar el inicio del manifiesto hecho público en diciembre de 1930 por el Comité Republicano para intentar derribar a la monarquía de Alfonso XIII: «¡Españoles! Surge de las entrañas sociales un profundo clamor popular en demanda de justicia y nos mueve a procurarla». A continuación hacía una descripción catastrófica de lo que estaban sucediendo en España para así justificar el «levantamiento», que se hacía «por amor a España» y para «salvarla de la ruina, de la iniquidad y del desmembramiento»:

[...] Se ha hecho mofa y escarnio en el Parlamento de lo más fuertemente arraigado en la mayoría de los españoles; se han destrozado los organismos de defensa e insultado groseramente a los cuerpos armados; ha aumentado la criminalidad de forma alarmante. El paro forzoso, extendido en proporciones aterradoras, tiene en la miseria a muchos miles de obreros. No se ha tenido en varios meses ni un día de sosiego y tranquilidad, con el sobresalto constante del incendio, huelgas revolucionarias, robos, atracos y amenazas. Las leyes de excepción nos privan más que nunca de los derechos ciudadanos, y por si estos y otros males fueran pocos, se han alentado imprudentemente los sentimientos de varias regiones y envenenado las aspiraciones que podían ser legítimas en su origen, poniendo en peligro inminente la integridad de España.[...]

En el manifiesto no se tomaba partido ni por la Monarquía ni por la República —la cuestión quedaba aplazada a unas futuras elecciones que determinaran «la representación legítima de todos los ciudadanos»— y se condenaba al gobierno de Azaña y a las Cortes Constituyentes a las que declaraba ilegítimas «por el régimen de terror en que fueron convocadas» y facciosas «por la prorrogación de sus funciones a extremos ni siquiera consignados en su propia convocatoria».
El resto de las unidades militares destinadas en la capital sevillana fueron uniéndose a la sublevación. La única excepción fue el Aeródromo de Tablada, que se mantuvo fiel al gobierno. De esta forma lograron controlar toda la ciudad de Sevilla incluidos sus puntos estratégicos como las centrales de telégrafos y teléfonos y la estación de ferrocarril. Para impedir la llegada de tropas leales al gobierno levantaron unos dieciocho metros de raíles de la línea Sevilla-Cádiz y se cortaron todas las carreteras que daban acceso a la ciudad. Se intentó incluso volar un puente próximo a Lora del Río pero los que estaban encargados de realizar la operación fueron detenidos por fuerzas leales al gobierno. Poco después los sublevados de Sevilla recibieron buenas noticias: los rebeldes se habían hecho con el control de Jerez de la Frontera.
Cuando se conoció en Sevilla el fracaso del golpe en Madrid, las tropas sublevadas volvieran a los cuarteles, dejando sola a la Guardia Civil. Mientras tanto, los comunistas y los anarquistas reaccionaron rápidamente y declararon una huelga general, que Sanjurjo no pudo controlar. En el manifiesto hecho público por la CNT se decía lo siguiente:

¡Soldados! ¡Obreros! ¡Campesinos! Un asalto faccioso y criminal del sector más negro y reaccionario del Ejército, de la casta aristocrática y militar que hundiera a España en el más vergonzoso de los baldones del lapso tenebroso de la Dictadura... acaba de sorprendernos a todos, mancillando nuestra historia y nuestra conciencia, enterrando la soberanía nacional en la más aciaga de las encrucijadas... A tan indigna provocación solo cabe responder con la huelga general revolucionaria, iniciando en las calles y en los campos inmediatos la guerra civil.[...]
¡Obreros!¡Soldados! Surgid juntos a combatir en las calles. La CNT os exhorta a la lucha.
¡Viva la guerra social! ¡A la rebelión!

A mediodía los barrios obreros de Sevilla estaban en paro total y por la tarde confluyó hacia el centro de la ciudad una multitud de trabajadores. Las emisoras de radio empezaron a anunciar que el gobierno había organizado varias columnas militares que marchaban sobre Sevilla. Efectivamente, a las tres de la tarde salieron de Madrid dos trenes militares: uno llevaba dos batallones de infantería, dirigidas por el coronel Carlos Leret Úbeda y otro llevaba dos grupos de artillería. El gobierno también movilizó a la aviación, trasladando hacia Andalucía a varias escuadrillas. A las 01:00 horas del 11 de agosto varios oficiales de la guarnición sevillana acudieron a hablar con Sanjurjo y le comunicaron que no lucharían contra las columnas gubernamentales que se dirigían hacia Sevilla. Cuando Sanjurjo vio todo perdido —especialmente cuando supo que el levantamiento había fracasado en Cádiz y en Jerez de la Frontera—, sus seguidores le recomendaron que huyera a Portugal, cosa que hizo pero fue detenido en Ayamonte (Huelva) cuando trataba de pasar la frontera. Según Eduardo González Calleja fue detenido en la barriada Isla Chica de Huelva por un piquete de la Guardia Civil. Junto a Sanjurjo iban su hijo, el general García de la Herrán y el teniente coronel Emilio Esteban Infantes. Tras el desconcierto que reinó en la ciudad cuando el golpe se vino abajo, fueron incendiados varios clubes de las clases altas sevillanas.

### Resto de España
Excepto Sevilla y Madrid, ninguna otra capital secundó el golpe. En otras urbes andaluzas como Cádiz, Córdoba o Granada no pasó nada. En Cádiz, de hecho, fue detenido el coronel José Enrique Varela. El general Barrera voló a Pamplona para intentar convencer a los carlistas para que se sumaran, pero al no lograrlo se refugió en Francia. El general Manuel González Carrasco, que no consiguió sublevar a la guarnición de Granada, también huyó a Francia.

## Consecuencias
Desde el primer momento el golpe de Estado adoleció de graves deficiencias organizativas y hubo de enfrentarse a numerosos imprevistos. De la esperada intervención del Ejército, solo acabaron participando 145 oficiales en la intentona (entre otros, el Duque de Sevilla, Martín Alonso o Tella), lo que da una idea de la poca repercusión y seguimiento que tuvo. Muchos oficiales antirrepublicanos no se unieron al golpe ya que consideraban que estaba insuficientemente planteado y sus fines monarquizantes resultaban poco realistas. El fracaso de la intentona golpista convenció erróneamente a muchos políticos y militares republicanos de que el peligro de las conspiraciones había pasado y la aceptación de la República era definitiva, lo que tendría graves consecuencias durante el Golpe de Estado de julio de 1936. Como ha señalado Eduardo González Calleja, «el Gobierno se instaló en una engañosa sensación de confianza que tendría funestas consecuencias a la hora de lidiar con la conspiración, mucho más vasta y mejor organizada, de 1936» ya que el modelo decimonónico del pronunciamiento había quedado completamente desacreditado con el fracaso de la Sanjurjada. «De eso tomaron buena nota los militares contrarios al régimen, que en lo sucesivo optarían por la táctica, más expeditiva e inapelable, del moderno golpe de Estado».
Además del fracaso político y militar, los efectos de la «Sanjurjada» fueron los contrarios a lo que pretendían evitar los golpistas: el Estatuto de Autonomía de Cataluña y la Ley de Reforma Agraria, cuya aprobación intentaban impedir los golpistas, fueron rápidamente votados favorablemente por las Cortes y aprobados.
La fallida sublevación dio lugar a la ola represiva más amplia que había habido hasta entonces en la historia de la República. Una de las primeras medidas que tomó el gobierno de Azaña fue pedir al gobierno francés que alejara de la frontera franco-española a los monárquicos exiliados. El 11 de agosto fue aprobada con carácter urgente una ley que autorizaba al gobierno a apartar a todos los funcionarios militares y civiles que «realicen o hayan realizado actos de hostilidad o menosprecio contra la República». En aplicación de esta ley fueron separados del servicio 46 diplomáticos, entre ellos siete embajadores, y más de cien magistrados, jueces y fiscales. Asimismo cerca de trescientos generales, jefes y oficiales fueron relevados de sus mandos. Por otro lado se suprimió la Dirección General de la Guardia Civil que pasó a depender directamente del ministro de la Gobernación, Santiago Casares Quiroga. Asimismo fueron suspendidos 109 periódicos (11 de ellos de Madrid) y fueron detenidas en toda España unas 5.000 personas entre ellas destacados monárquicos como Antonio Goicoechea y los colaboradores y principales suscriptores de la revista Acción Española, así como los hermanos Fernando Primo de Rivera y José Antonio Primo de Rivera.

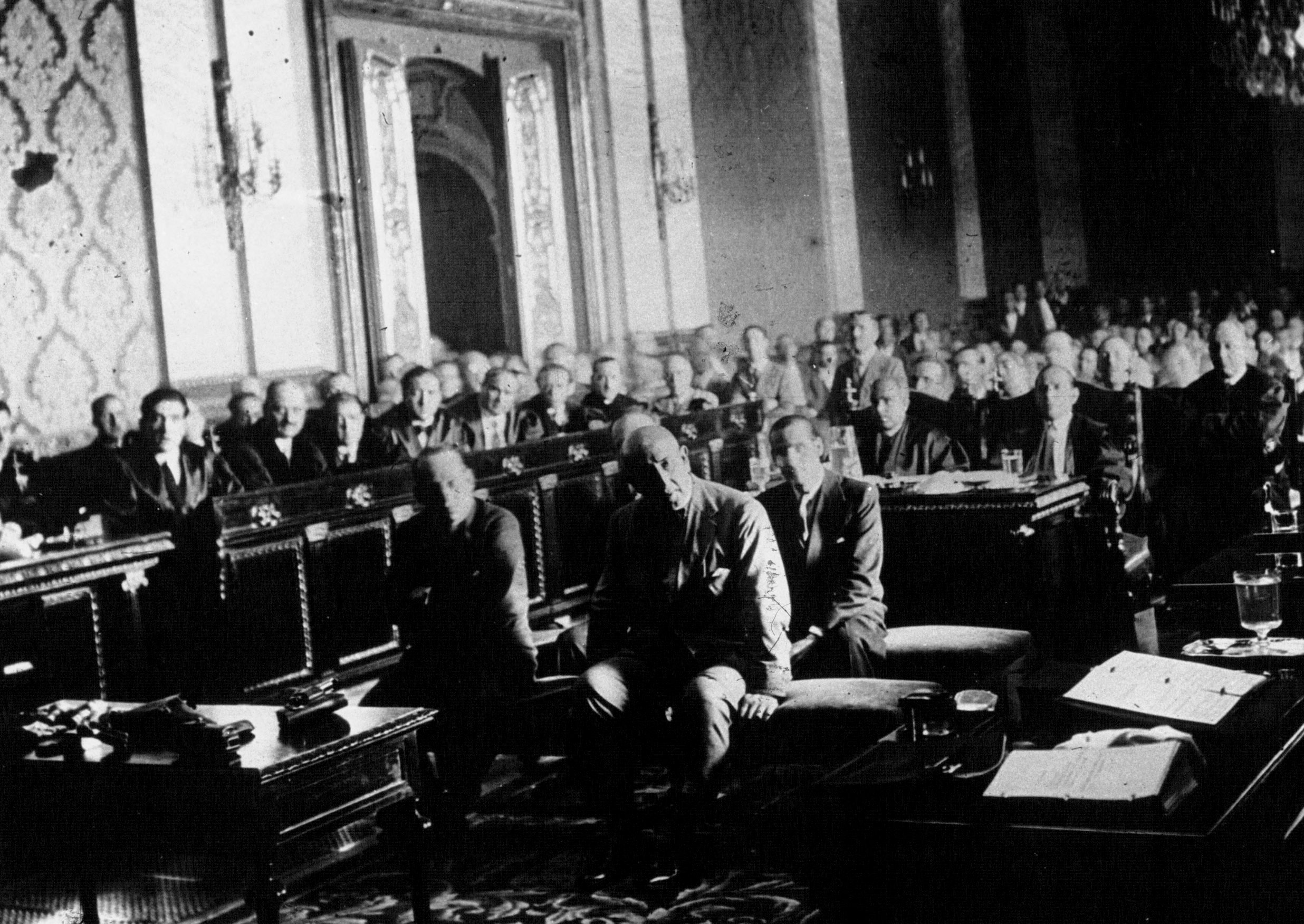
Sanjurjo y otros oficiales en el banquillo de acusados, durante su juicio (1932).

Tras el golpe, Sanjurjo fue condenado a muerte por un consejo de guerra sumarísimo celebrado el 24 de agosto (en el que también comparecieron su hijo Justo Sanjurjo, el general García de la Herrán y el teniente coronel Esteban-Infantes: el primero resultaría absuelto, mientras que García de la Herrán fue condenado a cadena perpetua y Esteban-Infantes a doce años y un día de prisión).La pena de muerte de Sanjurjo fue conmutada por la de cadena perpetua por un decreto del presidente de la República. El propio presidente del Tribunal Supremo, Mariano Gómez González, había recomendado que la condena a muerte fuera conmutada por su expulsión del Ejército. Manuel Azaña escribió en su diario del 25 de agosto de 1932: «Más ejemplar escarmiento es Sanjurjo fracasado, vivo en presidio, que Sanjurjo glorificado, muerto». En cambio el ministro de la Gobernación Santiago Casares Quiroga se opuso a la conmutación de la pena de muerte, ya que según él «rompe la firmeza del Gobierno, alienta a los conspiradores, y nos impide ser rigurosos con los extremistas». El socialista Juan Negrín declaró a los periodistas: «El gobierno ha cometido el mayor error de su vida indultando a Sanjurjo. Desde ahora será cómodo y barato conspirar. ¡Ojalá la República no muera en manos de los militares!». El presidente mexicano Plutarco Elías Calles le hizo llegar al presidente Azaña el siguiente mensaje: «Si quieres evitar un derramamiento de sangre en todo el país y garantizar la supervivencia de la República, ejecuta a Sanjurjo». Tras su indulto por iniciativa del Presidente de la República, Niceto Alcalá-Zamora, Sanjurjo pasó una temporada en el penal de El Dueso, donde permaneció en un régimen carcelario bastante favorable. Finalmente fue amnistiado en abril de 1934 por el gobierno derechista de Alejandro Lerroux y se exilió en la localidad portuguesa de Estoril.
Sobre los militares y los civiles monárquicos que habían participado o habían apoyado el golpe cayeron casi todas las medidas represivas previstas por la Ley de Defensa de la República: el 11 de septiembre 145 jefes, oficiales y paisanos fueron deportados a Villa Cisneros, en la colonia española de Río de Oro. El gobierno decretó la expropiación de bienes rústicos de varios de los implicados en la intentona golpista. Entre los afectados estaban el líder tradicionalista Fal Conde, los generales González Carrasco o Cavalcanti, además de terratenientes, hombres de negocios, etc.
La vista de la causa por los sucesos del 10 de agosto se celebró del 19 de junio al 15 de julio de 1933. Algunos de los abogados defensores trataron de convertir el proceso en un homenaje a los acusados exaltando su «gesto español» de «dignidad y honor» contra un supuesto régimen despótico y poniéndose respetuosamente en pie cada vez que entraban en la sala los procesados. Por parte de estos abundaron los sarcasmos, los desplantes, los alborotos y los desacatos. Todos ellos acabarían beneficiándose de la amnistía aprobada el 25 de abril de 1934 por el nuevo parlamento de centro-derecha surgido de las elecciones de noviembre de 1933.
El gobierno sospechó que el líder del Partido Republicano Radical, Alejandro Lerroux, había estado implicado o al menos había tenido conocimiento de la conspiración, por los diversos contactos que mantuvo en los días anteriores con algunos de sus organizadores, el general Sanjurjo incluido. Incluso se creía que le habían propuesto presidir el gobierno si el golpe triunfaba. La sospecha creció sustancialmente cuando Lerroux, a los pocos meses de presidir el gobierno, amnistió a los implicados en el golpe. A librarse en parte de las sospechas le ayudó la valiente actitud frente al pronunciamiento militar del alcalde de Sevilla José González y Fernández de la Bandera, que era miembro de su partido.

## Valoración
Eduardo González Calleja rechaza la visión generalmente aceptada de que «la sublevación del 10 de agosto fue el resultado de la conjunción conspirativa de la extrema derecha monárquica con un sector de militares descontentos». «Nada más lejos de la realidad», responde. «La "Sanjurjada" fue un juego político complejo, en el que participaron casi todas las fuerzas perdedoras de ese singular proceso de transición que se inició con la caída de la Dictadura y que se pudo dar por clausurado con la promulgación de la Constitución y parte de sus leyes complementarias. Cada uno de estos actores tenía sus expectativas, sus objetivos concretos y sus resortes de influencia sobre el grupo de militares conjurados».
Sobre la cuestión de si la Sanjurjada fue un pronunciamiento, Gonzáles Calleja afirma lo siguiente: «El desarrollo del movimiento sedicioso del 10 de agosto alternó características modernas (el control de las comunicaciones y el intento de asalto a los centros clave del poder gubernamental en Madrid como señal para un levantamiento periférico) con rasgos tradicionales de los típicos pronunciamientos decimonónicos con trasfondo carismático, donde la autoridad del caudillo insurgente [en este caso el general Sanjurjo] podía inclinar la balanza del pulso militar sin efusión de sangre».